# Sällskapet för studier av Ryssland, Central- och Östeuropa samt Centralasien
Sällskapet för studier av Ryssland, Central- och Östeuropa samt Centralasien (ofta bara kallat Sällskapet) är ett nätverk av svenskar som arbetar eller har arbetat yrkesmässigt med länder i den östra halvan av Europa men även de forna Sovjetrepublikerna i Asien. En gemensam länk för många men inte alla medlemmar är kunskaper i ett eller flera slaviska språk.
Antalet medlemmar har sedan starten 1997 pendlat mellan 200 och 250. Drygt hälften av  medlemmarna är verksamma vid svenska universitet. Bland de övriga finns översättare, tolkar, biståndsarbetare, diplomater, konsulter inom flera verksamhetsområden, lärare samt nuvarande och tidigare Moskvakorrespondenter.
Enligt stadgan har föreningen "till syfte att främja kunskapen i Sverige om de länder som hör till Sällskapets studieområde samt att vara ett politiskt oavhängigt forum för utbyte av erfarenheter, idéer, kunskaper och information. Det skall samla personer inom olika ämnesområden och verksamhetsfält, etablera och stärka nätverk samt underlätta informationsspridning och vetenskaplig dialog".
Sällskapet är medlem av International Council for Central and East European Studies (ICCEES) och stod 2010 i Stockholm som värd för den världskongress för forskare i studier av Eurasien som arrangeras vart femte år.
Sällskapet bedriver utåtriktad verksamhet genom att anordna föreläsningar, seminarier och konferenser tillsammans med bland andra studieförbund och akademiska institutioner. Dessutom ger föreningen ut kvartalstidskriften Östbulletinen och driver bloggen Världen Österut där ett stort antal experter skriver om vitt skilda ämnen som politik, ekonomi, kultur, historia och renodlade reportage.